# Paljavaam
Paljavaam (Паляваам) je řeka v Rusku, která patří k povodí Východosibiřského moře. Protéká územím Čukotského autonomního okruhu. Je dlouhá 416 km, její povodí má rozlohu 12 900 km² a průměrný průtok při ústí dosahuje 80 m³/s. Významným přítokem je Levtuttyvejem.
Název Paljavaam znamená v jukagirštině „horská řeka“. Na horním toku má řeka také název Kalenmyvaam a na dolním toku Nojnytyljan. Povodí řeky v roce 1746 prozkoumal Dmitrij Ivanovič Pavluckij.
Paljavaam pramení v Čukotském pohoří v nadmořské výšce 512 metrů. Teče k západu oblastmi řídce osídlené tundry s hlubokým permafrostem, kde se nacházejí ložiska zlata a olova. Do moře se vlévá společnou deltou s řekou Čaun nedaleko Rytkuči. Přes řeku vede silnice z Peveku do Egvekinotu. Je zamrzlá od října do června, nejvyšší stav vody je v letních měsících.
V řece žije losos keta, losos gorbuša, nelma arktická, siven severní, síh sibiřský, lipan severní a koljuška tříostná. Jediným stromem rostoucím na březích je korejanka listenatá.